# Kirovsk

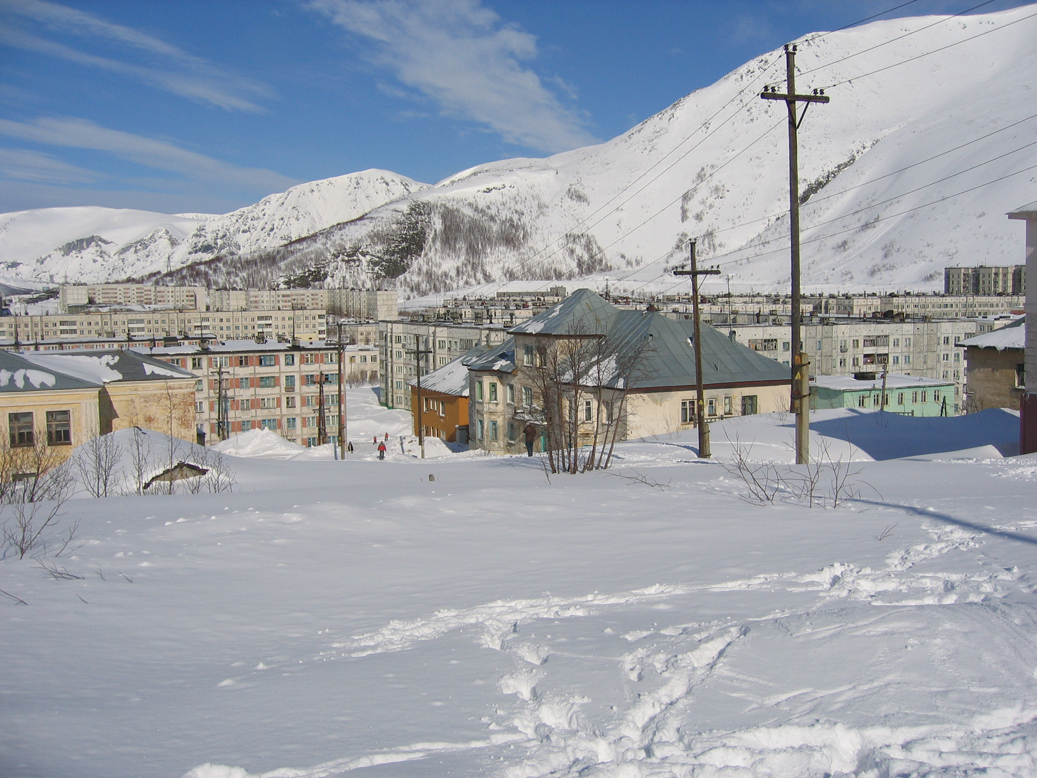
Panorama de Kirovsk em 2007.

Kirovsk (Russo: Ки́ровск)), chamado como Khibinogorsk (Хибиного́рск) até 1934, é uma cidade localizada no Oblast de Murmansque, Rússia, aos pés das Montanhas Khibiny e às margens do Lago Bolshoy Vudyavr, á 175 km ao sul de Murmansque. Em 2010 a população da cidade era de 28.625 habitantes.